# Édouard Debat-Ponsan
Édouard Bernard Debat-Ponsan, född 25 april 1847, död 29 januari 1913, var en fransk konstnär.
Debat-Ponsan var lärjunge till Alexandre Cabanel. Han målade porträtt som General Boulanger till häst (1888) och är i franska museer företrädd med historiska genrestycken.